# Basilia bouvieri
Basilia bouvieri är en tvåvingeart som först beskrevs av Falcoz 1924.  Basilia bouvieri ingår i släktet Basilia och familjen lusflugor. Inga underarter finns listade i Catalogue of Life.